# Gare du Nord (Bâle)
 (novembre 2022).
Si vous disposez d'ouvrages ou d'articles de référence ou si vous connaissez des sites web de qualité traitant du thème abordé ici, merci de compléter l'article en donnant les références utiles à sa vérifiabilité et en les liant à la section « Notes et références ».
La Gare du Nord (« gare pour la nouvelle musique » ; allemand : « Bahnhof für Neue Musik » ) est un lieu de Bâle consacré à la musique contemporaine et expérimentale. 

## Situation
La Gare du Nord est située dans les anciens buffets I et II de la gare badoise de Bâle. 

## Créations
Christoph Marthaler et Herbert Wernicke y ont déjà créé des œuvres.